# 久米宏 ラジオなんですけど
久米宏 ラジオなんですけど（くめひろし ラジオなんですけど）は、TBSラジオの制作で2006年10月7日から2020年6月27日まで放送されていた生ワイド番組であり、TBS出身のフリーアナウンサー・久米宏の冠番組である。毎週投稿が読まれた人には番組オリジナルバッジを配布していた。

## 概要
メインキャスターを務めた『ニュースステーション』（テレビ朝日）が2004年3月26日に終了してから、マスメディアへの露出を控えていた久米にとって、ラジオでは『久米宏の土曜ワイドラジオTOKYO』（現在の『土曜ワイドラジオTOKYO ナイツのちゃきちゃき大放送』の前身番組）の終了以来22年振りのレギュラー番組。初代のアシスタントは小島慶子（担当期間中はTBSテレビのアナウンサー）で、ラジオでは『BATTLE TALK RADIO アクセス』（『ニュースステーション』の終盤におけるTBSラジオの裏番組）の終了以来、4年弱振りにレギュラーで出演した。ちなみに、番組タイトルや、コーナータイトル・サウンドステッカーでのアナウンスコールは、久米と同期でTBSに入社していた宮内鎮雄（フリーアナウンサー）が担当している。
開始当初のコンセプトは「ラジオだけど、テレビについて考える」で、テレビ番組に限らず、カルチャー全般から毎週1つのテーマを設定。リスナーから寄せられたメッセージを交えながら、久米が自身の見解を披露していた。2007年度には、第44回ギャラクシー賞でラジオ部門DJパーソナリティー賞を受賞している。
2009年3月28日放送分で小島が降板。TBSラジオが同年4月改編で平日の午後に『小島慶子 キラ☆キラ』という帯番組を編成したことに伴う措置で、後任のアシスタントには、小島と同期入社の堀井美香が起用された。ただし、小島も同年9月12日の放送中に「乱入」すると、そのままエンディングまで出演している。
2018年6月16日に放送600回を迎えたが、2020年6月いっぱいで放送を終了する旨が、同月6日放送分のオープニングで久米から正式に発表された。久米によれば、「ここ数年（自分の）集中力とか記憶力が落ちてきたので、『下り坂になって止めるのではなく、良い時に番組を終えることが、リスナーにとっても出演者にとっても良い思い出になる』という持論に沿った」とのことで、2020年の初頭にTBS側との話し合いを重ねた末に番組の終了を決めたという。
当番組の終了発表は、TBSラジオの他番組にとどまらず、在京他局のラジオパーソナリティにも大きな波紋を呼んだ。TBSラジオで複数の冠番組を持つ伊集院光は、発表翌週（2020年6月9日）の『伊集院光とらじおと』で、「（当番組が終了する）理由は100以上あるっていうことだったんだけど、1個挙げたのが『納得いくしゃべりができていない』っていう話をされちゃうと、こっちも（パーソナリティを）辞めなきゃじゃん」との表現で率直な思いを吐露。さらに、自身の呼び掛けがきっかけで、終了の2日前（6月25日）には久米を同番組のゲストに迎えるに至った。ちなみに、久米は当日、後枠番組の『ジェーン・スー　生活は踊る』にも出演。当番組の最終回への心境について、「普段通りに終わりたい」と語っていた。文化放送でも、6月8日（月曜日）放送分の『大竹まこと ゴールデンラジオ!』で、メインパーソナリティの大竹まこととコーナーレギュラーの森永卓郎が当番組の終了に言及。『ニュースステーション』で一時コメンテーターを務めていた森永は、「一切裏を取っていない」と前置きしつつも、「久米さんは集中力、言い間違いが多くなったと話していましたが、そうじゃないと思う」と語った。大竹も、「どこから見ても衰えていないことは、誰が聞いても分かるはず」との見解を述べている。
2020年6月27日放送の最終回には、伊集院がゲストで出演。「ラジオとSNS」「テレビとラジオの話し方の違い」などをテーマに久米と語り合った。一方の久米は、1967年（TBSへの入社年）に生まれた伊集院へ「TBSラジオでは、スポンサーがおたく（伊集院の冠番組）にいっぱい付いているから、この後（当番組の終了後）も頑張って下さいね」とエールを送った後に、エンディングで自身のアナウンサー人生を回顧。「1970年に永六輔さんの『土曜ワイドラジオTOKYO』に拾ってもらったことで（ラジオの）仕事を実質的に始めてから、（2020年で）ぴったり50年。半世紀にわたって十分やった」などと振り返ってから、「『これでお別れ』っていうわけじゃありませんから、またチャンスがありましたら、いつかそのうちにぜひに」という言葉で、14年近くにわたる番組の歴史に幕を下ろした。
なお、TBSラジオでは終了の翌週（2020年7月4日）から、『週末ノオト』が当番組の放送枠を継承した。

## 出演者

### パーソナリティ
- 久米宏
- 堀井美香（2009年4月4日 - 2020年6月27日）

#### 代理パーソナリティ
小島慶子の代理出演
- 久保田智子
- 山内あゆ

堀井美香の代理出演
- 外山惠理

久米宏の代理出演
- 小島一慶
- 桝井論平

### プレゼンテーター
- 林家彦いち （落語家・「彦いち噺」担当）

### 天気予報担当
- 長谷部愛（2016年12月31日から）（再登板）

### 過去の出演者

#### パーソナリティー
- 小島慶子（開始 - 2009年3月28日）

#### 天気予報担当
- 増田雅昭（2010年3月27日まで）
- 知念有美（2010年9月11日まで）
- 小野塚千恵（2010年9月18日 - 2020年6月27日まで）
- 井坂綾（2015年9月12日まで）
- 長谷部愛（2016年4月30日まで）
- 平出真有（2016年12月24日まで）

## 放送時間
- 毎週土曜日・13:00 - 14:55
  - 2006年12月30日は、16:00からKEIRINグランプリ放送のため、『サタデー大人天国! 宮川賢のパカパカ行進曲!!』を休止して、1時間拡大し、年末スペシャルとして、13:00 - 16:00の放送となった。
  - 2007年3月31日は、野球中継のため、14:00までの短縮放送となった。
  - 2009年9月までは13:00 - 15:00の放送だったが、同年10月からラジオショッピング番組『悠里の週末ショッピング』放送開始にともない、5分短縮された。
  - 2011年11月12日は、『エキサイトベースボールスペシャル 日本シリーズ 第1戦福岡ソフトバンクホークス×中日ドラゴンズ』の放送のため休止。
  - 2011年12月24日はTBSラジオ放送開始60周年記念事業の特別番組として、『パカパカ行進曲!!』を休止して4時間にわたる特集が放送された（詳細は後述参照）。
  - 2011年1月1日はスポーツ中継のため休止、2013年以後、久米が夏休みをとる概ね7月下旬か8月初旬の1週は番組自体を休止している（これも後述参照）。また、2017年まで毎年12月にAMラジオ合同特別番組『ラジオのちから』を放送する際も休止していた。
  - 2018年12月29日は、13時台に年末特番『バイきんぐのバイトキング』を放送[注 1]のため、14:00からの短縮放送となった。また、この日は録音放送で「ゲストコーナー 今週のスポットライト!!」（ゲスト：高橋源一郎）と「彦いち噺 今週のネタ下ろし生落語」のみ放送した。

## ネット局
★は後番組『週末ノオト』を放送していた局
- TBSラジオ（TBS）★（制作局）
- RSK山陽放送[注 2]（RSK）（2008年4月5日 -2020年6月27日 ）

全国高等学校野球選手権岡山大会の準々決勝・準決勝・決勝戦の当日は雨天順延にならない場合、1月2日と3日が土曜日の場合も箱根駅伝が入るため、ファジアーノ岡山のシティライトスタジアムでの試合の中継、以上の場合で休止となることがあった。
2019年10月から第2土曜日は、自社制作番組「岡山トヨペット プレゼンツ from 80's with YOU」が放送されるため休止（当該番組は『ラジオなんですけど』が終了した後の2020年7月以降も放送している）。
- 新潟放送（BSN）（2016年4月2日 - 2020年6月27日）
- 北陸放送（MRO）★（2020年4月4日 - 2020年6月27日）[注 3]

### 過去のネット局
- 北海道放送★（HBCラジオ）（2008年10月4日 - 2013年3月16日）

4月から10月（プロ野球シーズン）までは、北海道日本ハムファイターズ（日ハム）戦の実況中継を優先するため、試合がナイター開催である日または中継予定日ではない日に限り放送（当日の雨天中止などでもネットしない）。例外として2011年3月12日は日ハムのオープン戦中継で元々放送予定は無かったが、前日の3月11日に発生した東日本大震災の影響で試合が中止となったため、急遽ネットした（報道特別番組としての一面もあった）。
2012年3月19日特別番組『HBCラジオ60周年記念スペシャル「ラジオがある生活。あなたとつながるHBC」』のためネットを休止したが、代替として同特別番組で久米のコメントが流れた。
2013年10月よりプロ野球シーズンオフの該当時間に『大人のラジオ 土曜は朝からのりゆきです!』を放送するため、ネットされなくなった。
2014年9月20日の放送は、ネットされなくなったHBCのスタジオを借りて行った。
- 信越放送（SBC）（2010年4月10日 - 2011年9月10日[15]）

不定期にローカルワイド番組の放送に差し替えられたこともある。
- ラジオ福島（RFC）（2015年5月2日 - 2016年9月24日）

『風とロック CARAVAN福島』放送時と、福島競馬場にて中央競馬が開催される期間は福島本局で競馬中継、郡山・会津若松・いわき・原町の各局とradikoで『ZumZumサタデー』放送のため、休止となった。
裏番組の『ミスDJリクエストパレード～8116サタデーアップ!』（文化放送）を放送するため、打ち切った。

## タイムテーブル
- 12:53ごろ 『土曜ワイドラジオTOKYO ナイツのちゃきちゃき大放送』のエンディングで、同番組のパーソナリティ、ナイツ・出水麻衣と久米・堀井が数分間クロストーク（TBSラジオのみ）。
- 13:00　オープニング

13時の時報に続いて、久米が「○月○日土曜日、午後1時の時報でした。こんにちは、久米宏です」とあいさつし番組がスタート。その後、堀井も自らの名前を名乗った後、「空白の12分」という名前で13:12に自動的に番組タイトルが流れるまで、久米と堀井がフリートークをする。内容は映画などのメディアから、政治・芸能など、多岐にわたる。
2009年2月以後、スペシャルウィーク開催週は1分間延長して「空白の13分」としている。
2008年9月までは、久米が毎回、スタジオの外から、TBSの所在地である東京都・赤坂界隈をレポートしていた。久米による番組タイトルコールの直後、番組BGMと共に、宮内鎮雄によるタイトルのアナウンスコール（当初は「TBSラジオ・『久米宏 ラジオなんですけど』」とコールしていたが、後にネット局ができたことで「TBSラジオ」は割愛された）を挟み、マイクがスタジオに返される。久米が帰ってくるまでの間は、アシスタントの小島による進行で、フリートーク・番組案内を行い、音楽を1曲流す。その間に、久米がスタジオに帰って来られるように、時間を割いている。音楽の終わりに、久米がスタジオに戻り、CMの後、二人のフリートークが始まる。なお、2020年6月27日の最終回のオープニングでも久米が赤坂サカスから中継でリポートを行った。
- 13:12 ジングル → きょうの番組内容紹介

タイトルコールに続いて、堀井が「20××年○月○日土曜日、午後1時12分です。『久米宏 ラジオなんですけど』、TBSラジオ第7スタジオからお送りしています」と言って本編に入る。その後、当日のメッセージテーマや番組内容の紹介を行う。
- 13:15ごろ　こだわり（今週のメッセージテーマを発表するトーク）

- 13:24　交通情報

RSKラジオ：RSKのスタジオから、岡山県内の交通情報、天気予報を放送。BGMはTBSと共通。
BSNラジオ、MROラジオ：コーナーをカットしCMを放送。
HBCラジオ：HBCのスタジオから、北海道内の交通情報、天気予報を放送。BGMはTBSと共通。
SBCラジオ、rfcラジオ：TBS送出のBGMのみを、そのまま放送。
- 13:30　今週のエンターテインメント!!（その1）

毎週、話題のテレビ番組や、映画などのカルチャーやニュースをテーマに取り上げ、リスナーからのメッセージと関係者への電話インタビューを交えて、批評していく。
- 13:48　TBSニュース（担当：近藤美矩）
- 13:52　天気予報（関東地方・岡山・新潟・石川の天気）

2009年9月までは14:32ごろだった。放送休止となる地域の天気はアナウンスされない。
- 13:55　交通情報

RSKラジオ：RSKのスタジオから、岡山のイベント情報を放送。BGMはTBSと共通。
BSNラジオ、MROラジオ：CMを放送。フィラーとしてTBS送出のBGMを放送するときもある。
SBCラジオ：SBCのスタジオから、長野県内の交通情報を放送。TBS送出のBGMをカットして、SBC側が独自に別のBGMを流していた。
HBCラジオ、rfcラジオ：TBS送出のBGMのみを、そのまま放送。
- 14:00　ゲストコーナー 今週のスポットライト!!

有名・無名に関わらず、多方面の分野で活躍している人を招くゲストコーナー。
初期にはゲストは「器」と呼ばれる、自分の仕事を象徴する物を何か持ってきた（必ずしも入れものでなくていい）。
- 14:30　交通情報

RSKラジオ：RSKのスタジオから、岡山県内の交通情報を放送
BSNラジオ、MROラジオ：CMを放送。フィラーとしてTBS送出のBGMを放送するときもある。
SBCラジオ：SBCのスタジオから、長野県内のイベント情報を放送。
HBCラジオ、rfcラジオ：TBS送出のBGMのみを、そのまま放送。
- 14:33　今日のハイライト

2020年2月15日から始まったコーナー。当日の放送から、最も注目すべき発言を再び放送する。
- 14:36　今週のエンターテインメント!!（その2）

「今週のエンターテインメント!!」で取り上げたテーマについて、林家彦いちがプレゼンテーターを務め、取材結果やリスナーからのメッセージなどを紹介する。
2011年夏以降、彦いちがテーマにちなんだ落語を披露するコーナーになった。
2018年9月から「彦いち噺 今週のネタ下ろし生落語」というコーナー名がついた。
- 14:45　交通情報

RSKラジオ：RSKのスタジオから、岡山県内のニュースを放送。
BSNラジオ：ウィークリーチューン（BSNが独自に選曲した音楽）
MROラジオ：音どけ（アナウンサーの久保田修平がおすすめの1曲を届ける。当該時間以外にも放送されるミニ番組）
HBCラジオ、SBCラジオ、rfcラジオ：TBS送出のBGMのみを、そのまま放送。
- 14:50　エンディング（TBSラジオの15時からの番組告知がそのまま他のネット局にも流れる[注 4]。スペシャルウィークでは15時からの番組の担当者（2016年2月までは宮川賢、2016年4月からは大沢悠里）とのクロストークを行っていた）。15時までの放送の時代は、HBCは北海道のニュース、天気予報、交通情報のためエンディング前で飛び降りていた。

## 恒例の企画
- 概ね半年に一度（6月・12月）には「追跡!あのゲストのその後」と題し、過去に出演されたゲストのその後の近況について、久米が電話でアポイントメントを取って取材する企画が実施される。
- また、これに合わせる形で2014年まで黒鉄ヒロシ（漫画家）を迎え「ダブル・ひろし」でこの半年の世相をメッタ切りにするという企画も放送されていた。
- 4月のスペシャルウィークには黒柳徹子が2時間全部を通してゲスト出演していた時期もあった。

## その他の企画
- 2008年10月以後、直前の番組『土曜ワイド』のエンディングで、久米と永六輔（2015年秋以降はナイツ）がクロストークを行っている。同年9月までは久米が冒頭に街頭中継に出ているため、『土曜ワイド』では永らが『ラジオなんですけど』の簡単な予告をする程度だったが、久米の街頭中継がなくなり、スタジオでのフリートーク「空白の12（13）分」ができたことにより、クロストークが可能となった。
- 2010年1月2日 - 『ラジオなんですけど』に永が客演し、初期の『土曜ワイド』の放送テープを再生しながら当時のエピソードなどを対談した[16]。
- 2011年1月1日は番組開始以来初めての休止となった。これは全日本実業団対抗駅伝競走大会（ニューイヤー駅伝）と天皇杯全日本サッカー選手権大会の実況生中継を行う都合によるため（『土曜ワイド』も休止である）。2012年までは久米が夏休み・正月休みをとるときでも、原則として事前収録によるインタビューの再放送などで構成していたが、2013年から夏休みをとる週は番組自体も夏休みとして、通販特番などを組んでいる[注 5]。
- 2011年3月12日 - 番組構成・内容を大幅に変更し、全編に渡って前日（11日）に発生した東北地方太平洋沖地震（東日本大震災）に関する情報を伝え、リスナーからの地震関連のメール[注 6]も紹介しながら放送した。
- 2014年2月1日 - ゲストとして過去に出演し、2013年に相次いで亡くなった小林彰太郎と大瀧詠一の追悼特番を放送[17] した。2人とも2011年に「今週のスポットライト!!」に出演しており、その当時の録音を放送しつつ、田辺憲一と荻原健太に、それぞれの人柄についてのインタビューを行った。
- 2014年2月22日 - 「爆笑問題VS久米宏2days」[18] と題して、「今週のスポットライト!!」に爆笑問題・田中裕二が生出演。翌23日の『爆笑問題の日曜サンデー』には久米が生出演した。
- 2014年7月12日 - 放送400回を記念して、「空白の12分」は第1回の放送の録音と第400回の生放送をクロスオーバーしながら、TBS現社屋・ビッグハット屋上からの中継を行った。第1回放送当時は現在の赤坂サカスと赤坂Bizタワー（旧TBS会館再開発ビル）が建設中だったほか、第1回と第400回はともに、台風が日本列島を直撃・襲来した後の「台風一過の晴天」だったことも述べている。
- 2015年10月3日 - 放送開始10年目突入記念と称して、アメリカ合衆国・ニューヨークのカーネギーホール大ホールから2時間の公開生放送だというウソでリスナーをだます放送をした。途中から放送が虚偽であることをにおわせていたが、最後まで直接は認めなかった。
- 2020年6月25日 - この日、『伊集院光とらじおと』のゲストコーナー「伊集院光とらじおとゲストと」に久米が2日後の当番組最終回の番組宣伝を兼ねる形で生出演した。
- 2020年6月27日（最終回） - オープニングでは、久米がかつてTBSの旧社屋テレビ局舎Gスタジオ[注 7]が存在していた場所（現在のTBS赤坂ACTシアター近くの高台の広場）から生中継を行った。さらに、「ゲストコーナー 今週のスポットライト!!」には伊集院光が生出演し、久米と再び生対談を行った。そして、番組ラストは久米が「これでお別れってわけじゃありませんからね。またチャンスがあったらいつかそのうち、ぜひに」とあいさつし、13年9カ月の歴史に幕を閉じた。また、この日の番組内では当番組のテーマ曲を手掛けた音楽家・平間あきひこが番組に宛てたメッセージが紹介され、「ファイナルバージョン」と銘打たれた最終回記念の特別版ジングルも披露された。

### リスナー参加型企画
- 2011年4月30日 - 実験的な試みとして、「私も"見上げてごらん夜の星を"を歌いたい」という企画を行った。これはリスナーから有志を募集し、審査などにより選ばれた全国各地にいる8人と電話を繋ぎ、リアルタイムで合唱し、スタジオ側でスイッチングしながらミックスして放送するというものだった[19]。
- 2011年6月18日 - 前述の「-歌いたい」の成功を受け、リスナー参加企画の第2弾として「あなたもラジオドラマをやってみませんか」と銘打ち、「スーパークールビズドラマ・番町皿屋敷」というタイトルでリスナーが登場人物を演じる、電話を使った生ラジオドラマの試みが行われた。この企画に先だっては出演者を募集して審査の上で７名をキャスティングし、台本を送付。（うち１名は、当日の生放送中に出演が決定している。）出演者の中には海外在住のリスナーもいたが、ぶっつけ本番の生ラジオドラマは全く破綻や進行停止をすることはなく無事にエンディングを迎えた。[20]。
- 2011年8月6日 - 「夏休みスペシャル」の１つ目として「私もイントロ紹介がしてみたい！」という企画を行った。これはリスナーがイントロが流れている間に曲の紹介を行うもの。応募の際、リスナーは紹介したい曲と紹介文をメール・FAX・はがきなどで送り、スタジオ側から生で電話出演して曲紹介をするものだった。なお、イントロ紹介の「下手な例」として堀井によるものも流された[21]。
- 2011年8月13日 - 「私も中継リポーターになりたい!」という企画を行った。これはリスナーが中継リポーターとなるもので、前の週から出演者の募集を行った。当日は選ばれた6名と番組レギュラー出演の林家彦いちがリレー形式でそれぞれのいる場所の様子などを実況中継した。中継内容としては、リスナーは旅行先や行楽先、あるいは自宅から、彦いちは青山霊園の様子を伝えた。リレーは事前応募の5名の後に彦いち、当日応募のリスナーの順番で進行した[22]。
- 2011年8月27日 - 「私たちだけでラジオの番組をやりたい」と銘打ち、リスナーがメインパーソナリティ・アシスタント・イントロの曲紹介・ニュースキャスター・天気キャスター・中継レポーターをそれぞれ担当して放送するという企画を行った。これにあたり、前週の8月20日には公開オーディションとして8名のリスナーが電話出演した。放送当日には急遽タイトルコールをする人を1名追加募集し、合計で7名のリスナーが出演。無事に15分間の放送が行われた。なお、今回の放送もすべてのリスナーは電話出演である[23]。
- 2011年10月22日 - 「芸術の秋。バンドやろうぜ！」と銘打った企画を行った。これは楽器のできるリスナーを募集して電話越しで「見上げてごらん夜の星を」を合奏するというもの。放送日の前々週より募集し、前週の放送ではオーディションのように何名かの候補者に単独での出演で演奏をしている。放送の当日までに琴、トランペット、テナーサックス、尺八、電子ピアノ、ドラム、ベース、エレキギターの各パート担当者を決定し、事前に楽譜と参考音源が送られた。その後、木魚と磬子兼任による参加を追加決定した。なお、この「バンド」には「久米宏と坂本ナイン」（「見上げてごらん夜の星を」を歌った坂本九のパロディ）という名前が付けられている[24][25]。
- 2011年12月24日 - TBSラジオの開局60周年記念として特別番組を企画し、3時間50分と放送枠を拡大して放送した。内容は久米が出演していた『久米宏の土曜ワイドラジオTOKYO』の1コーナー「久米宏の何でも中継!!」からその録音されたものをまとめた「久米宏の何でも中継!!お蔵出し」と、リスナー参加型ラジオドラマ「TBSラジオ開局60周年再現ラジオドラマ【開局前夜祭】」。「久米宏の何でも中継!!お蔵出し」はリスナーからの録音提供を呼びかけて音源を集めて実現した。ラジオドラマでは9名のリスナーが参加している[26]。
- 2012年3月31日 - 久米が肺炎にかかり番組を休んだ。これによって当日は堀井と彦いちの二人が番組を進行させた。堀井がオープニングの12分のトークをやることになったが、数分話したところでスタッフに「もう許してください」と懇願し、ギブアップ宣言した。また当日は番組内容を急きょ変更し、リスナー参加型緊急企画「久米宏に代わってラジオなんですけど」を行った。生放送中に参加者を募集し、出演者6名を決定、リスナーによる「ラジオなんですけど」を放送した[27]。このため、この日に予定していた特集企画等はすべて中止となり、ゲスト出演者も登場しなかった（本来出演する予定だったゲストは後日出演している）[28]。
- 2012年4月28日 - 久米がノロウイルスに感染したため番組を休んだ。これによって当日は堀井と彦いちの二人が番組を進行させた。再び当初の予定を中止し、ゴールデンウィークの初日であるため、リスナーによる各地からのリポート中心の構成となった[29]。久米がいないのをいいことに、リスナーには、久米が嫌っていると公言しているフレーズをわざと言わせた。この時もゲストコーナーは行われず後日延期となった[30]。
- 2014年1月11日 - この日は2014年最初の生放送（1月4日は新春特別企画で事前収録だった）であったが、久米が細菌性胃腸炎で入院したため、欠席となり、この日のお題「キングオブ・和食」を変更して「久米と私」というテーマでメッセージを募集、急きょピーコが『土曜ワイド』からそのままスライドでゲスト出演[31]。また、番組中のジングルでのタイトルコールも「久米宏 休みなんですけど」に文言が変わった。
- 2017年9月16日 - 久米の著書『久米宏です。ニュースステーションはザ・ベストテンだった』販売促進キャンペーンとして、ラジオドラマを4週連続で放送。初回は久米に憧れを持つ井上貴博が久米役を演じるなど、TBSアナウンサーを中心としたものであったが、翌週分からはリスナーに出演を呼びかけ、久米のみならず黒柳徹子・永六輔・大橋巨泉・横山やすしなどを演じた。久米いわく「こんなラジオドラマが作られていたことを、私は全く知らされていなかった」。

### ポッドキャスティング → ラジオクラウド
- 毎週放送終了後、番組の中から、特に注目すべき内容を抜粋して、「TBS RADIO podcasting954」でポッドキャスティング配信を行っていた。初期は、オープニングであったり、「今週のスポットライト!!」や「今週のエンターテイメント!!」などさまざまなコーナーから配信していたが、2008年秋以降は原則としてオープニングの「空白の12（13）分」のみになっていた。2016年の「TBSラジオクラウド」移行後は、「空白の12（13）分」と「今週のエンターテイメント!!（彦いちの落語部分）」の両方が配信されるようになり、2018年4月からは「今週のスポットライト!!」の配信も復活した。
- また、概ね2カ月に1度（偶数月の特定の1週間。番組開始当初から2009年ごろまでは4・6・8月は2週連続、10・12・2月は1週のみ）開催されている「スペシャルウィーク」がある日には、豪華賞品の当たるキーワードプレゼントがあるということもあり、その週はインターネットラジオの生放送（ただし、スペシャルウィーク以外でも、お盆休み=2009年8月や2010 FIFAワールドカップが行われている2010年6月などに2-3週またいで実施されたこともある）も行われる。このキーワードプレゼントの企画があるときには、リスナーが勝手にキーワードを予想して投稿することが多く、久米らは「この番組、キーワード当てクイズはやっておりません」と言っている。しかし、radikoの有料会員制配信（radikoプレミアム・エリアフリー）が2014年4月以後開始されてから、ストリーミング配信の告知はされていない。
  - 久米は「スペシャルウィークといっても、特に他の番組のような内容に力を入れるようなことはしていないが、プレゼントに関してだけはやはり豪華にしなければいけない」とスペシャルウィーク開催前の告知で話している。これまでのプレゼントには番組特製のブレンド米（米農家マイスター・西島豊造プロデュース）、柳家小三治のCD、ザ・ベストテンCDボックス、ダイソンの掃除機、チボリオーディオ高級ラジオなどがある。
  - 先述したとおり、「キーワード当てはやっていない」と告知しつつ圧倒的に応募される傾向が増えたことを踏まえ、2010年4月24日放送分から、公式にキーワード当てクイズをやるようになったが、2010年8月からは中止した。
- 2010年6月より、「スポットライト!!」のコーナー（ゲストと久米の対談）で特に好評を得たゲストについて、ネットラジオ有料配信（1作品105円）を開始した。配信されているゲストは
  - 第1期分　川村俊一（昆虫標本商）、村山斉（物理学者）、川島良彰（コーヒー栽培家）、舘博（醤油博士）、中村安希（ノンフィクションライター）
  - 第2期分（2010年10月追加）　阿南京子（TBSラジオ交通情報担当キャスター）、伊藤真（教育家）、飯島奈美（フードスタイリスト）、林家二楽（紙切り）、小泉武夫（発酵学者）。これとは別に黒鉄ヒロシとの「ダブル・ひろし」対談を無料で配信している。
  - 第3期分（2011年4月追加）　藻谷浩介（日本政策投資銀行職員・エコノミスト）、吉田直紀（天文学者）、小林純子（トイレ設計士）、石塚昭一郎（はさみ鍛冶）、廣戸直江（キリスト教・聖心会シスター）
  - 第4期分（2011年10月追加）　川原尚行（スーダンで活動する医師）、宮脇昭（植物学者）、中村安希（作家・2回目の出演のとき）、坂茂（紙の建築家）、布施三郎（石巻市の水産加工業者「布施商店」社長）、岡ノ谷一夫（動物行動学者）

## スタッフ
- プロデューサー：橋本吉史
- 構成：望月佐一郎　山本喜浩[32]

### 過去のスタッフ
- プロデューサー：池田卓生